# Herpetogaster collinsi
Herpetogaster collinsi (лат.) — вид вымерших организмов из группы Cambroernida, чьи окаменелые остатки найдены в среднекембрийских отложениях сланцев Бёрджес в Канаде. Единственный вид в роде Herpetogaster.

## Описание

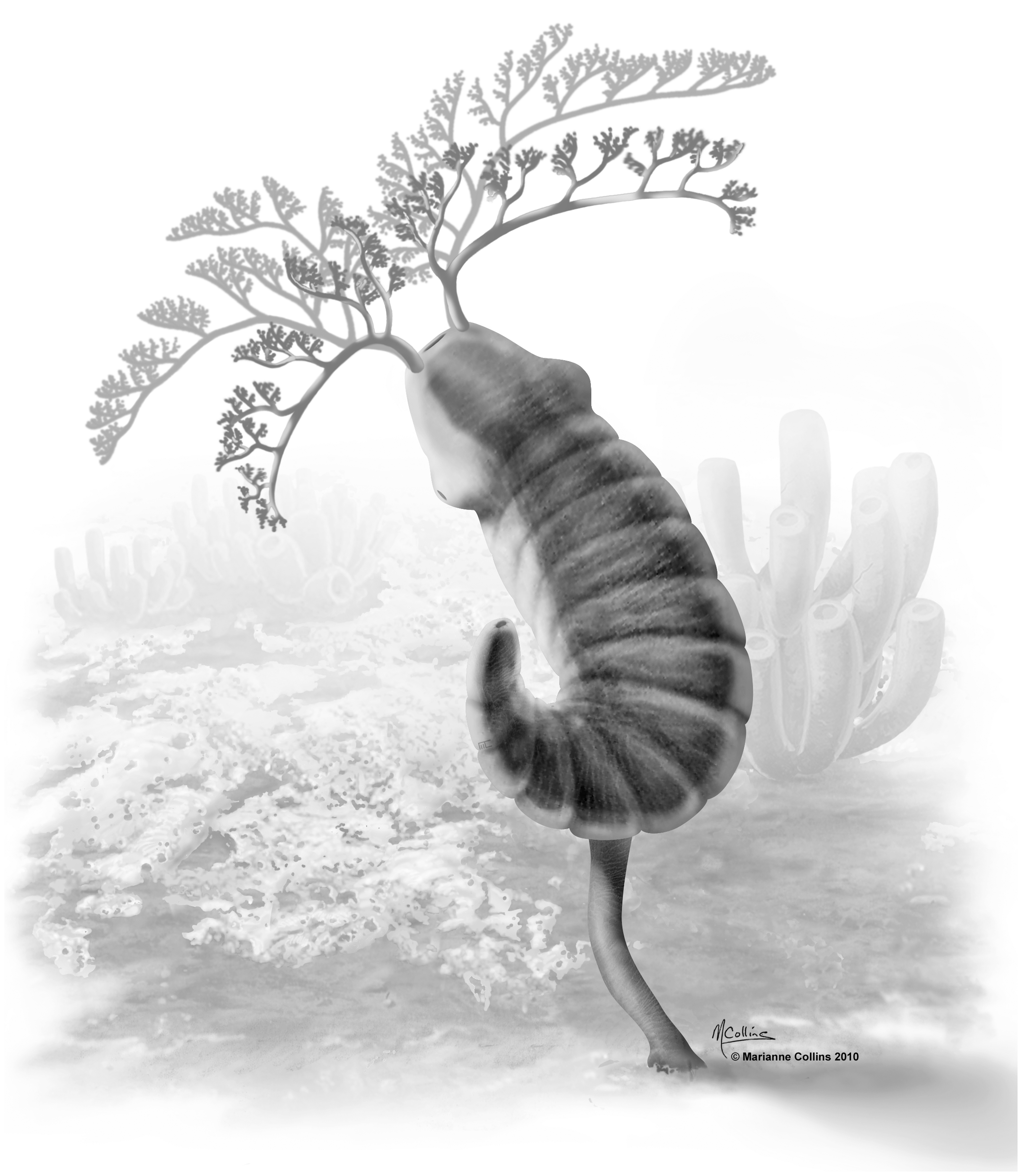
Реконструкция

Herpetogaster известен по 101 экземпляру. Он обладал парой разветвляющихся щупалец и жёстким, но гибким телом, которое изгибалось по спирали вправо, как бараний рог, и было разделено по крайней мере на 13 сегментов. Примерно на девятом сегменте из тела выходил гибкий, растяжимый столон, с помощью которого животное цеплялось за морское дно, часто прикрепляясь к губке Vauxia. Неизвестно, было ли это прикрепление постоянным. Рот находился между щупальцами, ведущими внутрь к глотке, большому желудку в форме чечевицы, более узкому прямому кишечнику и заднему проходу на конце «хвоста». Щупальца были мягче тела и, вероятно, растяжимы. Тёмная линия, проходящая по центру каждого щупальца и соединяющаяся с головой, предварительно реконструирована как гидростатический канал и / или сосудистая система; если эта интерпретация верна, щупальца могли контролироваться давлением жидкости, и животные могли питаться, ловя либо мелкую добычу, либо съедобные частицы, поднося щупальца ко рту, как это делают современные морские огурцы. Структуры на задней части головы были реконструированы как возможные поры глотки, что предполагает связь с ранними иглокожими. Размер организмов составлял 3-4 см в длину. Вероятно, они были общественными животными, поскольку на одной плите находили до восьми особей. 6 образцов известны из стратиграфического горизонта Филлопод, где они составляют менее 0,01 % находок.